# هيو الرابع، دوق بورغندي
هيو الرابع (9 مارس 1213 - 27 أو 30 أكتوبر 1272) كان دوق بورغندي بين عامي 1218 حتى 1272، وكان ابن أودو الثالث وأليس دي فيرجي.
شارك هيو في حملة البارونات الصليبية بقيادة ثيوبالد الأول ملك نافارا وبدعم من فريدرخ الثاني، إمبراطور الروماني المقدس، بحيث قواته تعاونت مع ريتشارد كورنوال وأعادت بناء عسقلان، وتفاوضت على السلام مع مصر في 1241، وفي عام 1266 حمل هيو لقب ملك سالونيك على الرغم من أن المملكة تم استعادتها من قبل إبيروسيون قبل أربعين عاماً مضت.

## الأسرة
تزوج هيو مرتين أولا من يولاندا ابنة روبرت الثالث، كونت درو عندما كان عمره في 16 أو 17، ثم تزوج من بياتريس من نافارا ابنة الملك ثيوبالد الأول عندما كان في العمر 45. 
- أولاده من زواجه الأول:-

1. مارغريت (1277-1229) تزوج مرتين أولا من وليام الثالث، لورد مونت سان جان،[9] ثم من غي السادس، فيكونت ليموج،[9] أصبحت ابنتهما الزوجة الأولى لـ آرثر الثاني، دوق بريتاني.
2. أودو (1266-1230)؛ تزوج من ماتيلدا الثانية، كونتيسة نيفير؛ أصبحت إحدى ابنتهم مارغريت زوجة الثانية لـ كارلو الأول ملك نابولي.
3. جان (1268-1231)؛ تزوج من أغنيس دي دامبيير، وكانت ابنتهم بياتريس وريثة بوربون (من خلال والدتها).
4. أديليد، تزوجت من هنري الثالث، دوق برابانت، ابنتهما الوحيدة ماريا أصبحت الزوجة الثانية لـ فيليب الثالث ملك فرنسا.
5. روبرت الثاني، دوق بورغندي (1306-1248)

- أولاده من زواجه الثاني:-

1. هيو، فيكونت أفالون.
2. مارغريت، زوجة جان الأول، دي شالون-أرلاي.[10]
3. جوان، راهبة.
4. بياتريس، (حوالي 1260-1329)، تزوجت من هيو الثالث عشر دي لوزينيان.
5. إيزابيلا تزوجت من رودولف الأول ملك ألمانيا.[10]